# 恩里科·达尼埃洛
恩里科·达尼埃洛（義大利語：Enrico D'Aniello，1995年12月6日—），意大利男子赛艇运动员。他曾代表意大利参加世界赛艇锦标赛，获得二枚金牌和一枚铜牌。他也曾参加2016年夏季奥运会。